# Out of This World (Pepper Adams Donald Byrd)
Out of This World  è un album a nome di Pepper Adams Donald Byrd Quintet, pubblicato dalla Warwick Records nel 1961. Il disco fu registrato il 2 marzo del 1961 a New York City, New York (Stati Uniti).

## Tracce
Lato A
1. Out of This World – 9:40 (Harold Arlen, Johnny Mercer)
2. Curro's – 11:51 (Donald Byrd)
3. It's a Beautiful Evening – 5:21 (Dotty Wayne, Ray Rasch)

Lato B
1. Mr. Lucky Theme (tema dallo spettacolo televisivo Mr. Lucky) – 8:09 (Henry Mancini)
2. Bird House – 10:52 (Donald Byrd)
3. Day Dreams – 5:10 (John Latouche, Duke Ellington, Billy Strayhorn)

Edizione CD del 2003 dal titolo Out of This World: The Complete Warwick Sessions, pubblicato dalla Fresh Sound Records (FSRCD 335)
1. Byrd House – 10:52 (Donald Byrd)
2. Mr. Lucky – 8:09 (Henry Mancini)
3. Day Dreams – 5:10 (Duke Ellington, Billy Strayhorn, John Latouche)
4. I'm an Old Cowhand – 9:44 (Johnny Mercer)
5. Curro's – 11:51 (Donald Byrd)
6. It's a Beautiful Evening – 5:21 (Dotty Wayne, Ray Rasch)
7. Out of This World – 9:40 (Harold Arlen, Johnny Mercer)

## Musicisti
- Pepper Adams - sassofono baritono
- Donald Byrd - tromba
- Herbie Hancock - pianoforte
- Laymon Jackson - contrabbasso
- Jimmy Cobb - batteria
- Teddy Charles (come Jinx Jingles) - vibrafono (solo nel brano: It's a Beautiful Evening)[4]